# Nyúl Péter és barátai
A Nyúl Péter és barátai (eredeti cím: The World of Peter Rabbit and Friends) 1992-től 1995-ig vetített brit televíziós rajzfilmsorozat Beatrix Potter történetei alapján. Rendezője Dianne Jackson és Geoff Dunbart, zeneszerzője Colin Towns. A tévéfilmsorozat gyártói a TVC London, a Frederick Warne & Co, a BBC, a Pony Canyon, a Fuji Television, a Carlton Video és a Grand Slamm Partnership. Műfaját tekintve filmvígjáték-sorozat. Az Egyesült Királyságban a BBC vetítette, Magyarországon az MTV1 sugározta, új szinkronnal a Duna TV és a Minimax adta.

## Ismertető
Nyúl Péter rengeteg sok érdekes dologba keveredik, nagyon kíváncsiskodó, és nehezen fogadja meg édesanyja intelmeit. Nem képes arra, hogy megtartsa a távolságot Gregor úr kertjétől, ahol nagyon hívogatóak a legfinomabb zöldségek, amikor nőni kezdenek. Fontos próbatétel részére, hogy a salátának, a reteknek, és a zöldbabnak ellenálljon, amelyek oly csábítóak. 

## Szereplők
| Szereplő        | Színész          | 1. szinkron (1995) | 2. szinkron (1998) | Leírás                                                                          |
| Szereplő        | Színész          | Magyar hang        | Magyar hang        | Leírás                                                                          |
| --------------- | ---------------- | ------------------ | ------------------ | ------------------------------------------------------------------------------- |
| Beatrix Potter  | Niamh Cusack     | Jani Ildikó        | Tóth Auguszta      | A kedves írónő, aki a gyerekeknek írja és meséli a történeteket.                |
| Szereplő        | Eredeti hang     | Magyar hang        | Magyar hang        | Leírás                                                                          |
| Nyúl Péter      | Mark Lockyer     | N/A                | Stukovszky Tamás   | A főhős, aki a legfinomabb zöldségeket akarja.                                  |
| Nyuszi Benjamin | Andrew Clitheroe | N/A                | Varga Olivér       | Nyúl Péter unokatestvére.                                                       |
| Gregor úr       | Richard Wilson   | Gruber Hugó        | Gruber Hugó        | A kert tulajdonos, akinek kertjében a legfinomabb zöldségek teremnek, és érnek. |

## Epizódok
| #  | Magyar cím                                         | Eredeti cím                                           | Eredeti premier  |
| -- | -------------------------------------------------- | ----------------------------------------------------- | ---------------- |
| 1. | Mese Nyúl Péterről és Nyuszi Benjaminról           | The Tale of Peter Rabbit and Benjamin Bunny           | 1992. május 13.  |
| 2. | Mese az ugribugri nyuszikról és Cincogi Cecíliáról | The Tale of the Flopsy Bunnies and Mrs. Tittlemouse   | 1992. június 24. |
| 3. | Mese Tomi Cicáról és Kacsa Jolánról                | The Tale of Tom Kitten and Jemima Puddle-Duck         | 1992. július 22. |
| 4. | Sompoly Samu, avagy a húsos tekercs története      | The Tale of Samuel Whiskers, or the Roly-Poly Pudding | 1993. május 19.  |
| 5. | A gloucester meséje                                | The Tale of Gloucester                                | 1993. június 9.  |
| 6. | Tüskés néni és Pecás Jeremiás meséje               | The Tale of Mrs. Tiggy-Winkle and Mr. Jeremy Fisher   | 1993. július 7.  |
| 7. | Röffencs malac meséje                              | The Tale of Pigling Bland                             | 1994. május 18.  |
| 8. | A két rossz kisegér és Janó, a városi egér meséje  | The Tale of Two Bad Mice and Johnny Town-Mouse        | 1994. június 29. |
| 9. | Róka úr meséje                                     | The Tale of Mr. Tod                                   | 1995. június 21. |